# Puente del Metro de Kiev
El Puente del Metro de Kiev, o simplemente Puente del Metro (en ucraniano: Міст Метро), es parte de la ruta verde Brovary que se extiende a través del río Dniéper, en Kiev, capital de Ucrania. Fue diseñado por G. Fux y Y. Inosov y construido en 1965 con la expansión del sistema de Metro de Kiev. El puente se utiliza tanto para la línea Sviatoshynsko-Brovarska del metro como para el tráfico regular de automóviles.

## Geografía
Consta de dos tramos y une la isla Venetiansky y las orillas izquierda y derecha. El tramo más grande consta de un tramo metropolitano central elevado y tramos laterales para automóviles en escaleras inferiores separadas. Tanto las vías del metro como las de los automóviles tienen un contorno arqueado distintivo. Esto se debe a que la línea de metro continúa hasta la colina de la margen derecha con la estación Dniéper.
El tramo más pequeño es llamado puente de Rusanivka, que une la isla Venetiansky con la margen izquierda, es una cascada de nivel más convencional con dos carriles de tráfico al norte y una vía de metro al sur.
El puente tiene 683 m de largo, 28,9 m de ancho y se encuentra a 20 m sobre el río.

## Historia
El ingeniero jefe del puente fue el ingeniero de construcción Georgi Fuks y el puente fue inaugurado el 5 de noviembre de 1965.
El 18 de septiembre de 2019 se produjo una ocupación terrorista del puente. Un veterano de la guerra del Dombás amenazó con volar el puente, exigiendo a las autoridades poner fin a la política de capitulación en el Dombás. El tráfico se detuvo en el puente durante unas horas, lo que provocó grandes problemas de tráfico en toda la ciudad, antes de que el hombre fuera arrestado. Se descubrió que no estaba en posesión de ningún explosivo, sólo un rifle, con el que disparó a un dron policial.

## Galería

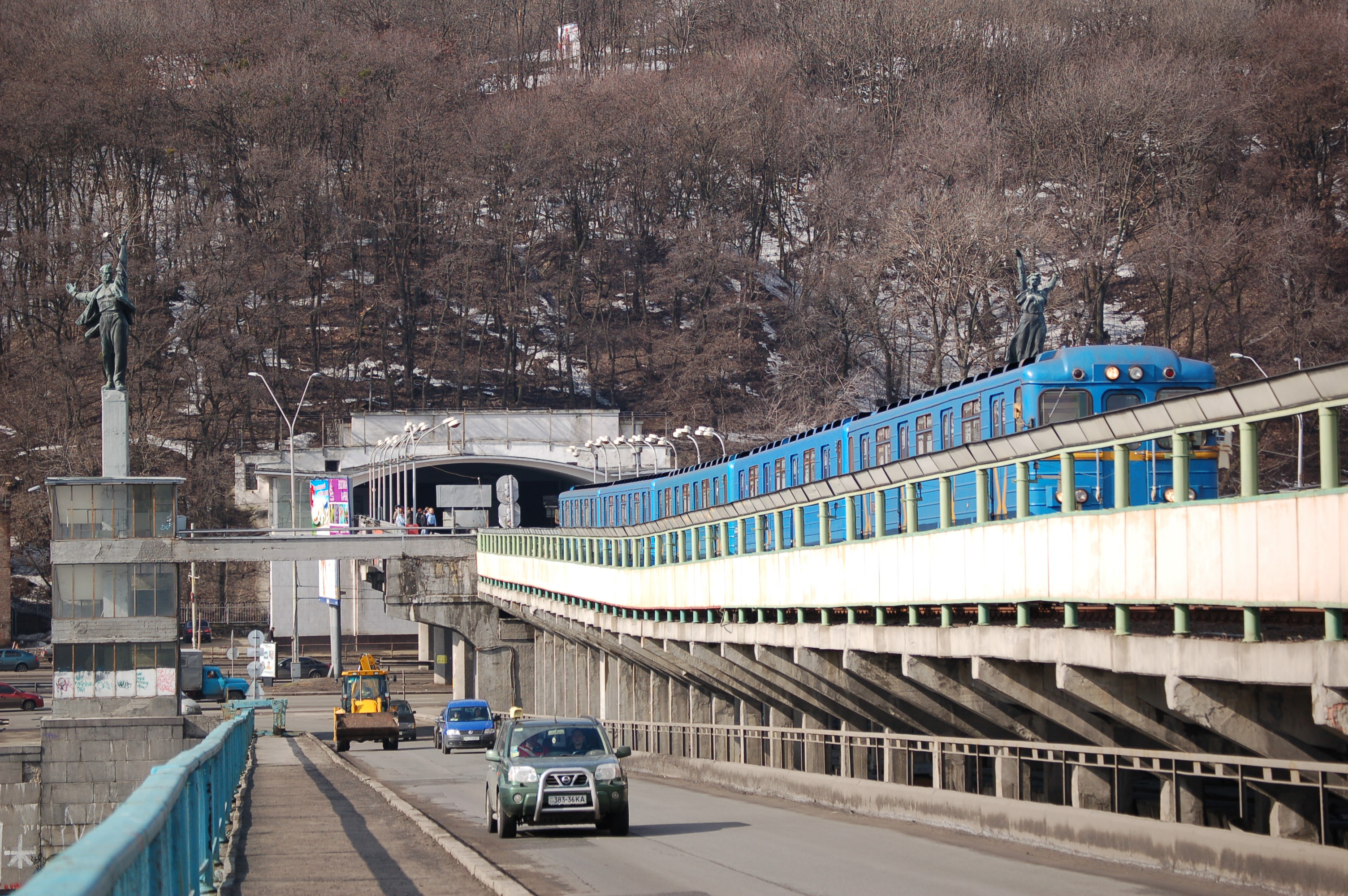
Vista del puente de cerca
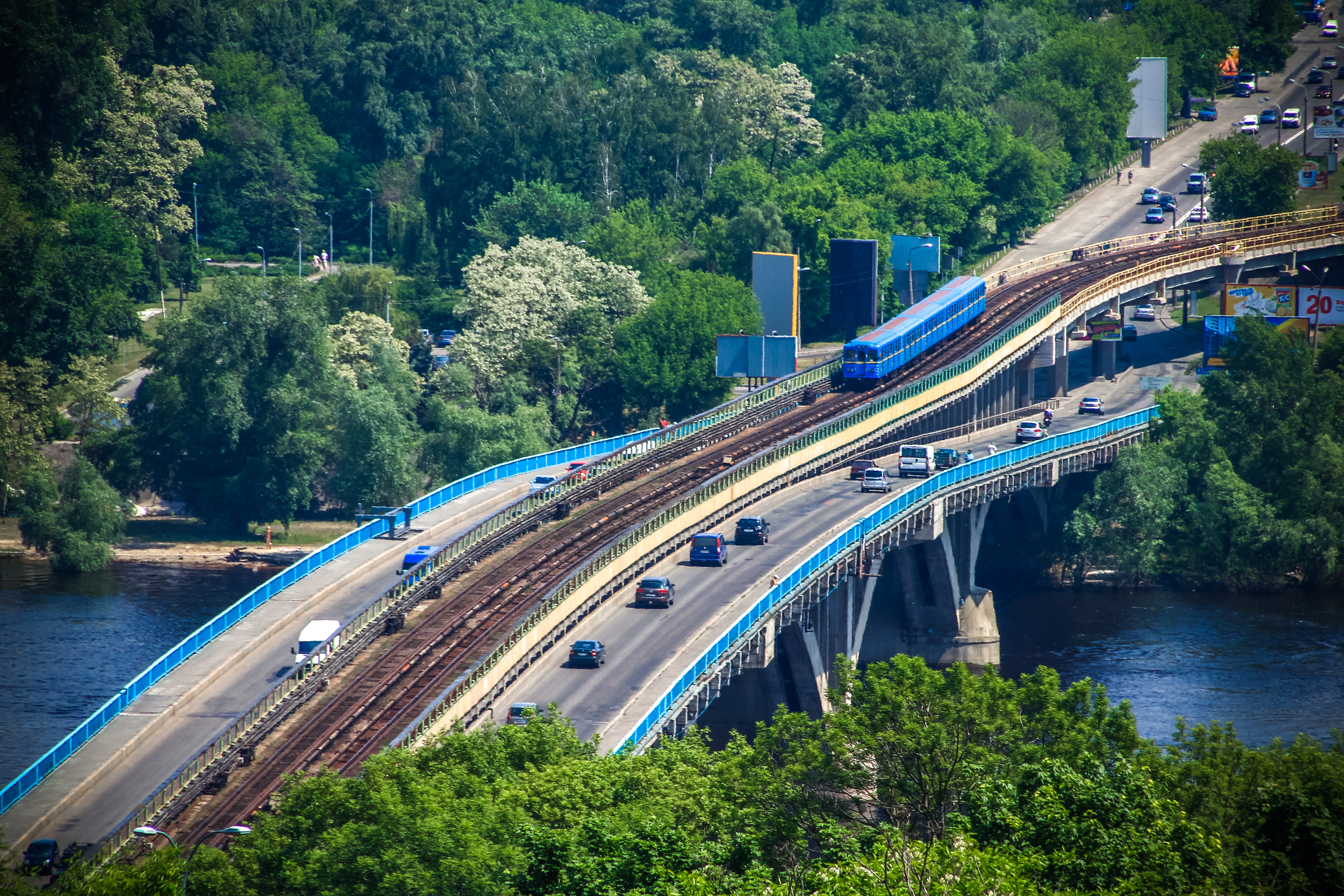
Carretera del puente
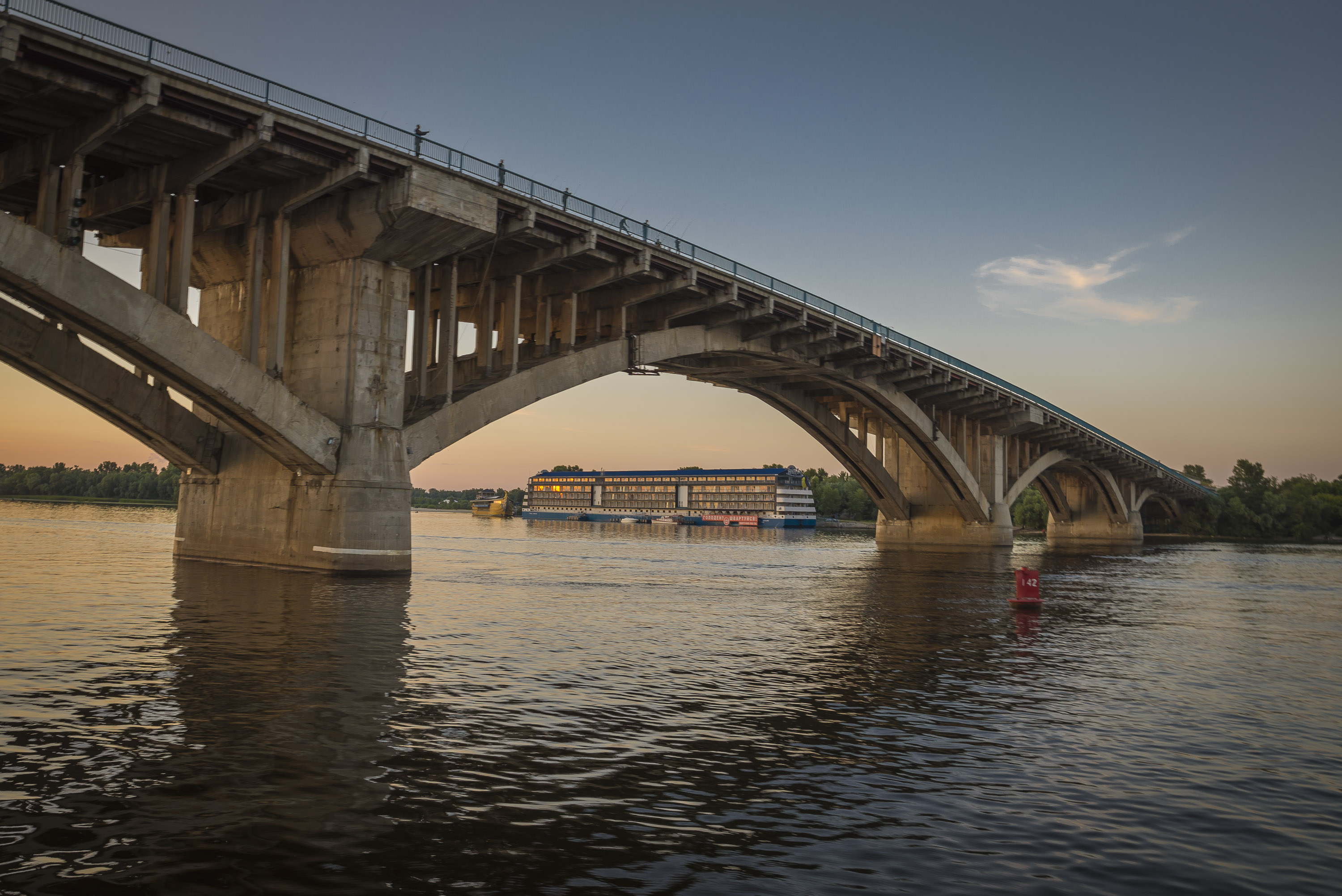
Puente del Metro al atardecer
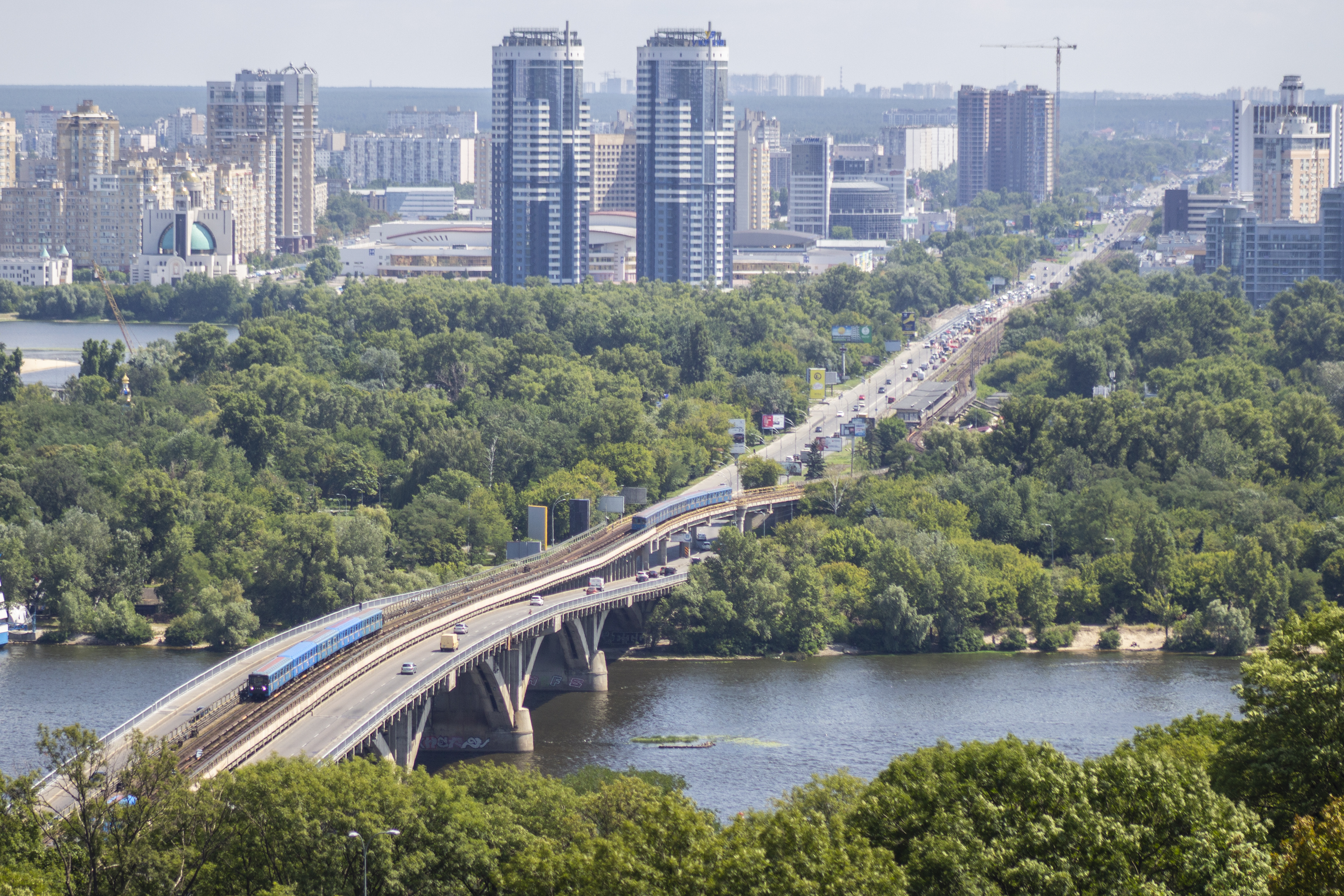
El puente desde la orilla occidental del río Dniéper